# ويليام ديمون
ويليام ديمون (بالإنجليزية: William Damon)‏ هو عالم نفس أمريكي، ولد في 1944.